# نیروی زمینی لیبی
نیروی زمینی لیبی (عربی: الجیش اللیبی‎)، عنوان تعدادی از نیروهای نظامی جداگانه در لیبی است که تحت فرمان دولت وفاق ملی (GNA) و همچنین دولت وحدت ملی (GNU) که از نظر بین‌المللی به رسمیت شناخته شده است، بودند.
از دسامبر ۲۰۱۵، گروه‌های نیروی زمینی لیبی، به‌طور اسمی، تابع دولت وفاق ملی (GNA) که در سطح بین‌المللی به رسمیت شناخته شده و مستقر در طرابلس است، هستند. با توجه به بی‌ثباتی در این کشور در جنگ داخلی ۲۰۱۱ و شروع درگیری جدید در ۲۰۱۴، نیروهای زمینی لیبی، از نظر ساختاری، تقسیم شده و تبدیل به اجزای تشکیل دهنده ارتش ملی لیبی (LNA) مستقر در طبرق، به فرماندهی خلیفه حفتر شدند. نیروهای وفادار به دولت وفاق ملی، علیه گروه‌های مختلف دیگر در لیبی از جمله داعش لیبی می‌جنگند. تلاش‌هایی برای ایجاد یک ارتش واقعاً ملی انجام شده است، اما اکثر نیروهای تحت فرمان دولت طرابلس، متشکل از گروه‌های شبه‌نظامی مختلف مانند نیروی حفاظت طرابلس و گروه‌های محلی از شهرهایی مانند مصراته و زنتان هستند.